# جان پنکاو
جان پنکاو (انگلیسی: John Pankow؛ زادهٔ ۲۸ آوریل ۱۹۵۷) هنرپیشه اهل ایالات متحده آمریکا است.
از فیلم‌هایی که وی در آن نقش داشته‌است، می‌توان به شکوه صبح، سال اسلحه، افکار مرگبار، چیز مورد علاقه من، رادیو گفتگو، برای زندگی و مرگ، میمون می‌درخشد، راز موفقیت من و مرد اضافی اشاره کرد. وی در سریال اپیزودها نیز به ایفای نقش پرداخته‌است.